# Arkadiusz Burnat
Arkadiusz Maksymilian Burnat (ur. 4 maja 1973 w Sanoku) – polski hokeista, wychowanek hokejowej sekcji klubu Stali Sanok, wieloletni zawodnik sanockiego klubu, reprezentant Polski do lat 18, do lat 20. Trener hokejowy.

## Życie prywatne
Jego brat Marcin (ur. 1977) i syn Bartosz (ur. 1992) także zostali hokeistami. W Sanoku wraz z żoną Agnieszką rozpoczął prowadzenie lokalu gastronomicznego „U Papena”. Ma również córkę Beatę.

## Kariera zawodnicza
- Stal Sanok / STS Sanok / SKH Sanok / KH Sanok (1990-2006)
- UKH Cheeloo Dębica
- UKH Dębica (2014-2019)
- Infinitas KH KTH Krynica (2019-2020)
- KH Dębica (2020-)

Był wychowankiem Stali Sanok, treningi rozpoczął w 1982 u trenera Jerzego Rożdżyńskiego. Przez całą karierę był związany z macierzystym klubem z Sanoka. W wieku 16 lat rozpoczął treningi z seniorską drużyną Stali Sanok, w wieku 17 lat został jej stałym graczem. Został reprezentantem Polski do lat 18 (był kapitanem kadry) i do lat 20. W trakcie gry działał w sądzie koleżeńskim przy zarządzie SKH Sanok. Był kapitanem zespołów SKH i KH Sanok. Zakończył karierę zawodniczą w grudniu 2005.
Po oficjalnym zakończeniu kariery wyczynowej występował w drużynie sanockich oldboyów. Po podjęciu pracy w Dębicy, początkowo jako grający trener występował w amatorskich rozgrywkach II ligi sezonu 2012/2013. W 2014 wznowił karierę zawodniczą i został grającym trenerem drużyny UKH Dębica w sezonie I ligi 2014/2015. W UKH podjął występy na pozycji napastnika. Po odejściu z Dębicy w 2019 został grającym drugim trenerem w II-ligowym zespole Infinitas KH KTH Krynica w sezonie 2019/2020. W edycji 2020/2021 tych rozgrywek został grającym trenerem zespołu KH Dębica.
W trakcie kariery zyskał przydomki Papa, Papen.

## Kariera trenerska i działacza
Po zakończeniu czynnej kariery zawodniczej został trenerem hokejowym. Od początku 2005 prowadził treningi drużyny żeńskiej przy KH Sano. W 2007 był szkoleniowcem Młodzieżowego Klubu Hokejowego PBS Bank Sanok. W sezonie 2008/2009 był kierownikiem drużyny i jednocześnie asystentem trenera Ciarko KH Sanok. Został instruktorem hokeja na lodzie. Podjął funkcję trenera drużyny UKH Dębica.
W 2009 zasiadł w komisji rewizyjnej Podkarpackiego Okręgowego Związku Hokeja na Lodzie w Sanoku.
W sierpniu 2015 został asystentem trenera kadry Polski do lat 18. W grudniu 2021 pełnił funkcję asystenta w sztabie trenerskim reprezentacji Polski do lat 20 podczas turnieju mistrzostw świata Dywizji IB edycji 2021, gdy kadra została zdegradowana.

## Osiągnięcia i wyróżnienia
Sukcesy klubowe
- Awans do I ligi: 1992 z STS Sanok
- Czwarte miejsce w mistrzostwach Polski: 1997 z STS Sanok, 2000 z SKH Sanok
- Awans do ekstraligi: 2004 z KH Sanok

Wyróżnienia
- Nagroda Miasta Sanoka za rok 2002 w dziedzinie sportu i turystyki: 2003[25][26][27]